# LG Optimus G Pro
LG Optimus G Pro è uno ibrido smartphone/tablet ("phablet") progettato e prodotto da LG Electronics. È stato messo in commercio in USA il 10 maggio 2013.

## Disponibilità

### Nord America
Negli Stati Uniti, Optimus G Pro è disponibile attraverso AT&T per $99.99 con un contratto di 2 anni e piano dati. Al momento del rilascio, costava $199.99.

## Specifiche

### Hardware

#### Processore
LG Optimus G Pro dispone di un Qualcomm Snapdragon 600 APQ8064 SoC con un processore Quad-core Krait a 1.7 GHz. Il processore è basato sulla tecnologia dei semiconduttori a 28 nm con processore grafico Adreno 320 a 400 MHz.

#### Memoria
LG Optimus G Pro dispone di 2 GB di RAM e 16\32 GB di memoria interna che può essere espansa tramite microSD fino a 64 GB.

#### Schermo
Il telefono dispone di un 5.5" True HD IPS LCD con una risoluzione di 1080x1920 e la visualizzazione a 16.777.216 colori con una densità di circa 401 PPI.

#### Fotocamera
LG Optimus G Pro ha una fotocamera di 13 MP con flash LED sia per la versione AT&T che per Sprint. Lo smartphone è anche in grado di registrare video FullHD 1080p a 30 FPS. Il telefono dispone anche di una fotocamera frontale di 2.1 MP, capace di registrare video HD 720p a 30 FPS. La fotocamera supporta lo zoom digitale fino a 8x di ingrandimento.

#### Batteria
LG Optimus G è alimentato da una batteria al litio di 3140 mAh.

### Software
La versione di Android di LG Optimus G è la 4.1.2 Jelly Bean con LG Optimus UI 3.0. LG ha reso pubblico l'aggiornamento ad Android 4.4 KitKat il 21 marzo 2014 per LG Optimus G Pro. A partire dal 27 febbraio 2015 è disponibile l'aggiornamento ad Android 5.0 Lollipop.